# Россье, Пьер
Пьер Россье (фр. Pierre Rossier) — один из первых швейцарских фотографов.
В его альбомах можно найти стереографические изображения, визитные карточки, портреты, городские и природные пейзажи. Он был отправлен по договоренности с лондонской фирмой Negretti and Zambra путешествовать по Азии для документирования успехов англо-французских войск во второй опиумной войне. Сделал первые коммерческие фотографии Китая, Филиппин, Японии, Таиланда. Стал первым профессиональным фотографом Японии, обучал Хикома Уэно, Маэда Гензо, Хори Каваджиро, а также многих других менее известных пионеров японской фотографии. Учредил две студии в Швейцарии, во Фрибурге и в Айнзидельне, выпускал множество фотографий по все стране.
На Филиппинах Россьер фотографировал вулкан Таал, для периода пребывания в Японии представляют наибольший интерес его снимки группы самураев клана Набэсима.
Первые его работы были напечатаны в книге Джорджа Смита «10 недель в Японии» в апреле 1861 года, затем восемь его снимков в виде литографий появились в книге Генри Артура Тилли «Япония, Амур и Тихий океан» (англ. «Japan, the Amoor, and the Pacifiс»).